# Урих, Иосиф Самойлович
Иосиф Самойлович Урих (1913 — 1996) — советский и украинский шашист, мастер спорта (1966).

## Биография
Научился играть у старшего брата, Михаила Самойловича, который погиб во время Великой Отечественной войны. С 1942 на фронте Великой Отечественной войны, дошёл до Берлина. В 1946 в звании капитана демобилизовался и вернулся в Днепропетровск, где начал участвовать в городских, республиканских и всесоюзных соревнованиях по шашкам. Многократный призёр первенств УССР, последнее призовое место (2-3) поделил в чемпионате СССР по переписке по стоклеточным шашкам, когда ему было более 70 лет. Принял участие в создании городской и областной федерации шашек. Читал лекции, проводил сеансы одновременной игры, благодаря проводимой им большой организаторской работе, были открыты шашечные секции, кружки на предприятиях и в учреждениях, впоследствии являлся председателем днепропетровской городской и областной шашечной федерации. Являлся одним из тех, при чьей инициативе и непосредственном участии тогдашний председатель федерации Е. Н. Узун в 1962 открывает местный шахматно-шашечный клуб, один из самых больших в стране, на открытие которого прибыли директор ЦШК СССР Б. П. Наглис и гроссмейстер И. Е. Болеславский. В честь 60-летия Екатеринославской шахматной организации была поставлена пьеса «Доктор Ребинин». Будучи членом Центрального шахматного клуба СССР и Всесоюзной шашечной федерации, занимался популяризацией шашек в разных уголках Советского Союза, к примеру в 1980-х два месяца пропагандировал шашечный спорт в Приморском крае. Регулярно проводятся шашечные мемориалы, посвящённые памяти Иосифа Самойловича и Савелия Иосифовича Урихов, часть этих турниров имеют статус международных.

## Семья
Сыновья Савелий Иосифович и Евгений Иосифович (заслуженный строитель Украины, председатель днепропетровской областной и городской шашечных федераций, вице-президент Федерации шашек Украины, арбитр международной категории) также мастера спорта по шашкам.